# Sommevoire
Sommevoire település Franciaországban, Haute-Marne megyében. Lakosainak száma 648 fő (2022. január 1.). Sommevoire Blumeray, Ceffonds, Dommartin-le-Saint-Père, Doulevant-le-Château, Mertrud, Nully, Thilleux, Trémilly és La Porte-du-Der községekkel határos.

## Népesség
A település népessége az elmúlt években az alábbi módon változott:
| Lakosok száma | 747  | 804  | 792  | 741  | 728  | 712  | 693  | 664  | 653  | 648  |
|               | 1968 | 1982 | 1990 | 2006 | 2013 | 2015 | 2017 | 2019 | 2020 | 2022 |